# Gerard Granollers
Gerard Granollers Pujol (* 30. Januar 1989 in Barcelona) ist ein ehemaliger spanischer Tennisspieler. Er ist der jüngere Bruder des Tennisprofis Marcel Granollers.

## Karriere
Gerard Granollers spielte neben der ATP Challenger Tour hauptsächlich auf der ITF Future Tour, auf der er acht Einzel- und 32 Doppelsiege feiern konnte. Auf der ATP Challenger Tour gewann er vier Doppeltitel. Am 11. Oktober 2010 stieß er erstmals in die Top 150 der Weltrangliste im Doppel vor, seine höchste Platzierung war Rang 92.

## Erfolge
| Legende (Anzahl der Siege)  |
| Grand Slam                  |
| ATP World Tour Finals       |
| ATP World Tour Masters 1000 |
| ATP World Tour 500          |
| ATP World Tour 250          |
| ATP Challenger Tour (15)    |

### Doppel

#### Turniersiege
| Nr. | Datum              | Turnier         | Belag         | Partner              | Finalgegner                             | Ergebnis          |
| --- | ------------------ | --------------- | ------------- | -------------------- | --------------------------------------- | ----------------- |
| 1.  | 6. Dezember 2009   | Chanty-Mansijsk | Hartplatz (i) | Marcel Granollers    | Jewgeni Kirillow Andrei Kusnezow        | 6:3, 6:2          |
| 2.  | 10. Juli 2010      | Pozoblanco      | Hartplatz     | Marcel Granollers    | Brian Battistone Filip Prpic            | 6:4, 4:6, [10:4]  |
| 3.  | 20. September 2013 | Kenitra (1)     | Sand          | Jordi Samper Montaña | Taro Daniel Alexander Rumjanzew         | 6:4, 6:4          |
| 4.  | 8. Juni 2014       | Fürth           | Sand          | Jordi Samper Montaña | Adrián Menéndez Rubén Ramírez Hidalgo   | 7:61, 6:2         |
| 5.  | 18. September 2015 | Kenitra (2)     | Sand          | Oriol Roca Batalla   | Kevin Krawietz Maximilian Marterer      | 3:6, 7:64, [10:8] |
| 6.  | 30. Oktober 2015   | Pune            | Hartplatz     | Adrián Menéndez      | Maximilian Neuchrist Divij Sharan       | 1:6, 6:3, [10:6]  |
| 7.  | 6. Januar 2018     | Bangkok         | Hartplatz     | Marcel Granollers    | Zdeněk Kolář Gonçalo Oliveira           | 6:3, 7:66         |
| 8.  | 3. Februar 2018    | Burnie          | Hartplatz     | Marcel Granollers    | Evan King Max Schnur                    | 7:68, 6:2         |
| 9.  | 6. Mai 2018        | Glasgow         | Hartplatz (i) | Guillermo Olaso      | Scott Clayton Jonny O’Mara              | 6:1, 7:5          |
| 10. | 29. Juli 2018      | Binghamton      | Hartplatz     | Marcel Granollers    | Alejandro Gómez Caio Silva              | 7:62, 6:4         |
| 11. | 10. August 2018    | Portorož        | Hartplatz     | Lukáš Rosol          | Nikola Čačić Lucas Miedler              | 7:5, 6:3          |
| 12. | 7. September 2018  | Sevilla (1)     | Sand          | Pedro Martínez       | Daniel Gimeno Traver Ricardo Ojeda Lara | 6:0, 6:2          |
| 13. | 12. Mai 2019       | Braga           | Sand          | Fabrício Neis        | Kimmer Coppejans Zdeněk Kolář           | 6:4, 6:3          |
| 14. | 14. September 2019 | Sevilla (2)     | Sand          | Pedro Martínez       | Kimmer Coppejans Sergio Martos Gornés   | 7:5, 6:4          |
| 15. | 31. Oktober 2020   | Marbella        | Sand          | Pedro Martínez       | Luis David Martínez Fernando Romboli    | 6:3, 6:4          |